# 私はまだそれを知らない
『私はまだそれを知らない』は、椎名チカによる日本の漫画作品。『Cheese!』（小学館）にて、2012年12月号から2013年3月号まで連載された。

## あらすじ
最初に気になったのは、匂いだった。いい匂いがした。
16歳の杏奈は、父の身勝手な理由で、父の留守中、父の親友の龍生の家に預けられることになるが、一人暮らしをしたい杏奈は、自分に手を出させて、父を怒らせ居候を解消させようと目論む。だが、龍生は杏奈の色仕掛けに乗ってこず、逆に杏奈が24歳も年上の龍生に惹かれていく。

## 登場人物
栗原 杏奈
16歳。父が海外へ行くことになり、父の親友の龍生に預けられる。面白半分に龍生を誘惑するも、逆に大人の色気にノックアウトされ、本気で好きになってしまう。
幼なじみの拓海とは、遊びの延長でセックスをする仲である。
喜多川 龍生
40歳。翻訳家。杏奈の父・大輔とは30年来の親友。
杏奈の色仕掛けに戸惑いながらも拒絶し、叱るが、次第に杏奈を好きになっていってしまう。
森 拓海
杏奈の幼なじみ。以前、マンションで家が隣同士だった。2人とも親が留守がちだったため、中学3年生の時に遊びの延長で好奇心からセックスをしてしまって以来、セフレのような関係になった。

## 書誌情報
小学館フラワーコミックスより単行本全1巻
1. ISBN 978-4091350268（2013年3月26日発売）